# Schloss Stadthagen

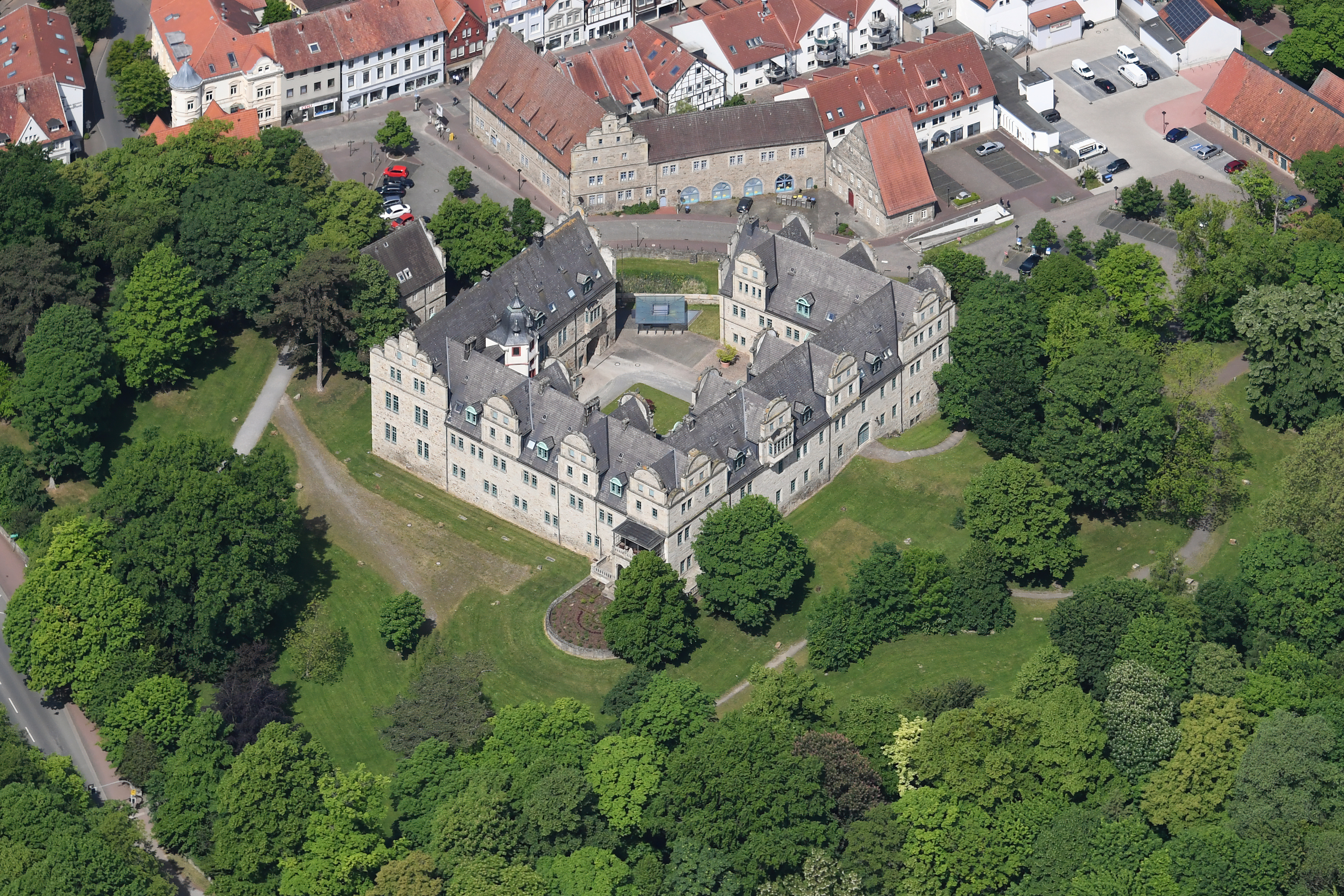
Schloss Stadthagen, Südostansicht

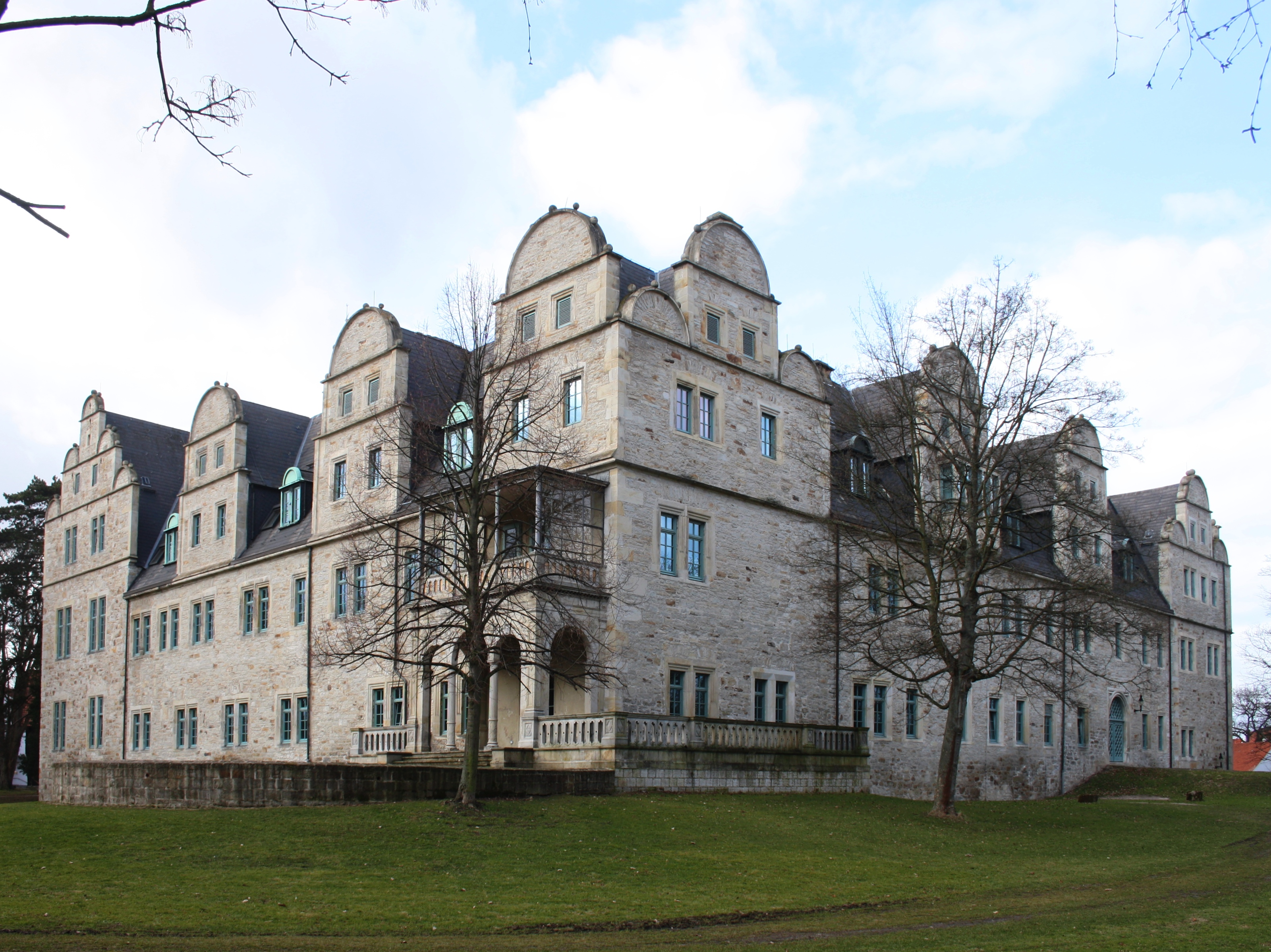
Schloss Stadthagen, Südostansicht

Das Schloss Stadthagen des damals regierenden Grafenhauses zu Schaumburg wurde in den Jahren 1535–1539 von Graf Adolf XI. in Stadthagen an der Stelle einer Vorläuferanlage errichtet. Dabei handelte es sich um eine 1224 erbaute Wasserburg, die Graf Adolf III. von Schaumburg in einer Rodung im Dülwald erbaute.

## Geschichte

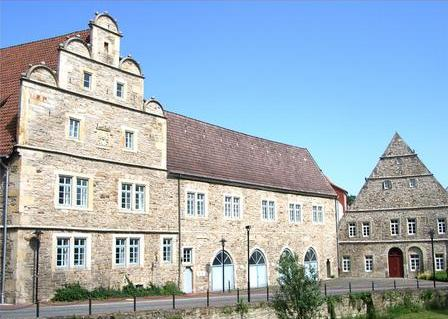
Marstall

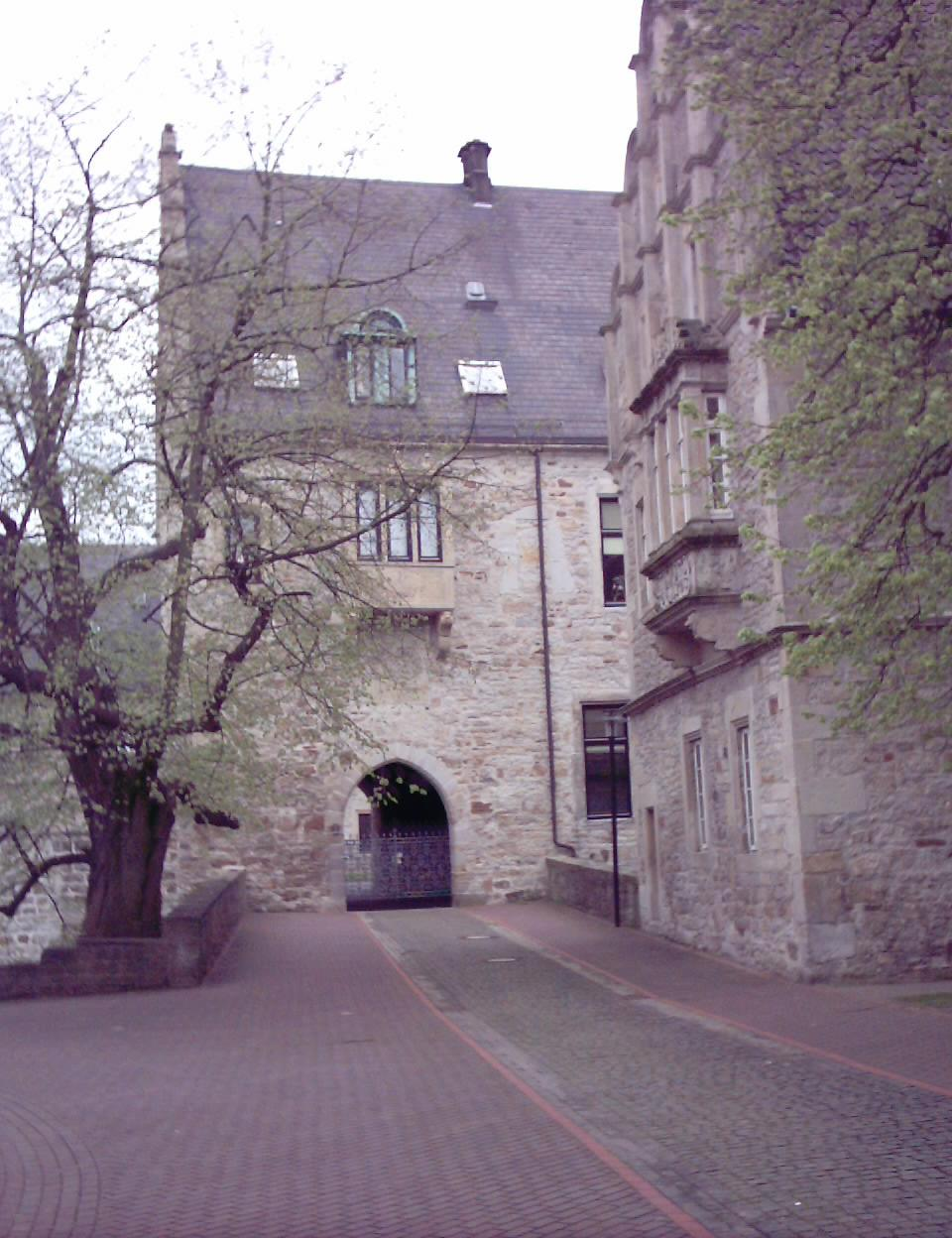
Eingangsportal

Die 1244 erstmals bezeugte Burg muss vom Anfang zur Stadtgründung gehört haben, da ihre beiden Straßen sich an sie orientierten. Für die Zeit um 1300 sind umfangreiche Bautätigkeiten bezeugt. 1304 wird ein „Haus“ auf der Burg erwähnt. 1406 werden drei Burgmannen genannt. Das Torhaus aus dem 15. Jahrhundert wurde später in den Westflügel des Schlosses einbezogen.
Der Neubau des Schlosses ab 1535 unter dem erst 24-jährigen Grafen Adolf XIII. von Schaumburg, dem späteren Kölner Erzbischof und Kurfürsten, wurde vom Baumeister Jörg Unkair geplant und gebaut, der aus Lustnau bei Tübingen stammte und vorher am Zisterzienserkloster Bebenhausen gearbeitet hatte. Er wählte im Bückeberg bei Obernkirchen selbst den Obernkirchener Sandstein aus. Das Residenzschloss wurde als eine großzügige quadratische Vierflügelanlage gestaltet, deren Nordwestecke zur Stadt hin offen blieb. Die Zwerchhäuser und Flügelgiebel – Welsche Giebel – ähneln denen der Schelenburg bei Osnabrück, die Unkair zuvor errichtet hatte. Da er aber in Stadthagen, anders als bei der Schelenburg, auf die Burgreste aus dem Mittelalter keine Rücksicht zu nehmen brauchte, wirkt das Schloss nicht nur nach innen, sondern auch nach außen freundlich. Es wurde als reines Wohnschloss ohne Wehraufgaben erbaut.
Nach der Fertigstellung 1539 zog im folgenden Jahr die Schaumburger Landesregierung ein; auch die Steuer- und Finanzbehörde erhielt hier ihren Sitz. Im Jahr 1608 wurde der Regierungs- und Wohnsitz der Schaumburger Grafen nach Bückeburg verlegt. Später diente das Schloss als Witwensitz sowie Wohnsitz des Erbprinzen. 1875 erfolgte eine umfassende Restaurierung. Nach dem Ersten Weltkrieg wurde das Schloss 1919 Eigentum des neu gegründeten Freistaates Schaumburg-Lippe, seit dem Jahre 1946 des Landes Niedersachsen.

## Baubeschreibung
Das Schloss gilt als ältestes und einflussreichstes Baudenkmal der Weserrenaissance in Niedersachsen.
Wie fast alle Renaissancebauten in Mitteleuropa war auch das Stadthagener Schloss außen ursprünglich verputzt. Vermutlich waren die Wände mit einer weißen Kalkschlämme überzogen, die das Relief des unregelmäßigen Mauerwerkes durchschimmern ließ. Die Gewände der Fenster und Portale dürften rot gefasst gewesen sein. 1874 wurde der Putz abgeschlagen. Einen Eindruck vom früheren Aussehen des Schlosses vermittelt heute der Treppenturm im Hof, dessen einstige Außenfarbigkeit bei der Renovierung des Schlosses im Jahr 1975 rekonstruiert wurde.
Zur Schlossanlage gehören außerdem ein ehemaliger Marstall, ein Waschhaus, ein Kavalierhaus und eine Zehntscheune, die ebenfalls im 16. Jahrhundert im Stil der Weserrenaissance erbaut wurden. Die Zehntscheune soll ab 2008 zu einem vielfältigen Veranstaltungszentrum ausgebaut werden. An der Ecke des Remisengebäudes befindet sich eine alte Sonnenuhr aus dem Jahr 1697. Außerdem befindet sich nördlich des Schlosses ein kleiner Turm der ehemaligen Stadtbefestigung aus der Festungszeit. Insgesamt bilden die Gebäude um das Schloss einschließlich des Landsbergschen Hofes und des nahen fürstlichen Mausoleums ein hochwertiges Weserrenaissance-Ensemble.

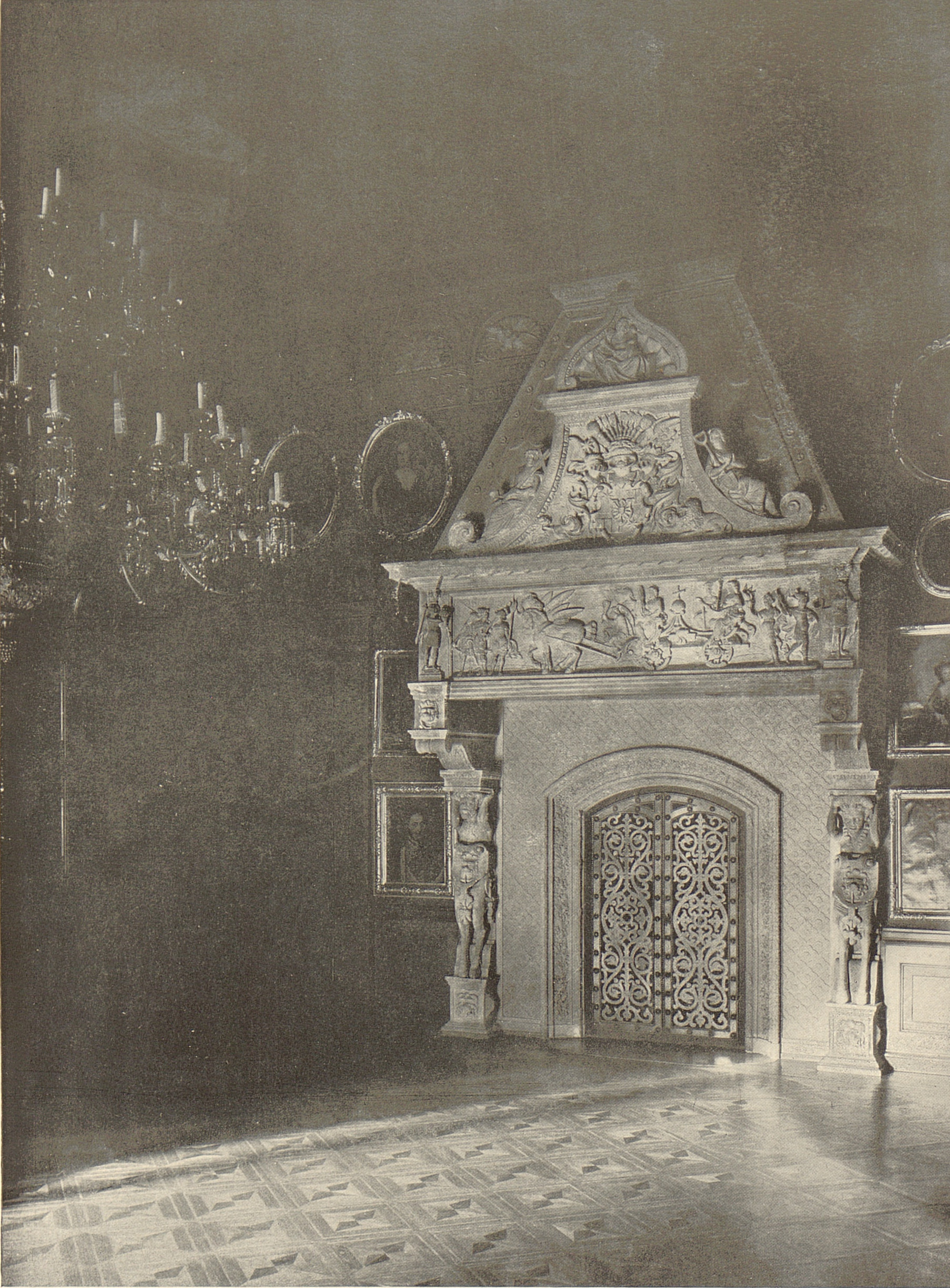
Kamin „Triumph der Elemente“

Interessant sind die im Südflügel befindlichen, reliefgeschmückten Prunkkamine des flämischen Bildhauers Arend Robin: „Triumph der Elemente“ (1576), „Die vier Jahreszeiten“ und „Bacchustriumph“ (1604).
Heute ist das Schloss Sitz des Finanzamtes von Stadthagen. Anfang des 21. Jahrhunderts wurde die Sandsteinfassade des Schlosses renoviert, und 2006 wurde damit begonnen, das Fundament des Balkons mit angeschlossener Terrasse an der Südseite zu renovieren sowie die alten Fenster durch neue Sprossenfenster zu ersetzen. Das nächste Vorhaben ist die Errichtung einer neuen, attraktiven Anlaufstelle in einem großen Raum im östlichen Gebäudeflügel bis zum Frühjahr 2008.
Eine Besichtigung des Schlosses ist nach vorheriger Anmeldung beim Finanzamt möglich.